# Нешарово (Вологодская область)
Нешарово — деревня в Грязовецком районе Вологодской области.
Входит в состав Сидоровского муниципального образования, с точки зрения административно-территориального деления — в Сидоровский сельсовет.
Расстояние по автодороге до районного центра Грязовца — 42 км, до центра муниципального образования Сидорово — 7 км. Ближайшие населённые пункты — Бубейкино, Раменье, Левино.
По данным переписи в 2002 году постоянного населения не было.